# Linus Lundqvist
Linus Lundqvist, född 26 mars 1999 i Tyresö är en svensk racerförare som under 2024 tävlar i IndyCar för Chip Ganassi Racing. Lundqvist körde i Indy Lights för HMD Motorsports då han vann säsongen 2022. Han är också vinnaren av Formula Regional Americas Championship 2020.

## Karriär

### Karting
Lundqvist började med karting redan sex år gammal under en semesterresa till Finland. Under sina första år vann han flera mästerskap i Sverige och Europa.

### IndyCar
Den 1 november 2021 deltog Lundqvist i sitt första IndyCar test vid Indianapolis Motor Speedway för Andretti Autosport. Hans nästa test kom vid Texas Motor Speedway med Rahal Letterman Lanigan Racing i april 2023 som var hans första ovaltest. I juni 2023 deltog han i ett tredje test vid Sebring International Raceway.
Lundqvist gjorde sin debut i IndyCar den 6 augusti 2023 då han ersatte Simon Pagenaud vid loppet i Nashville. Han kommer från 2024 att köra för Chip Ganassi Racing och bil nr. 8 i IndyCar.

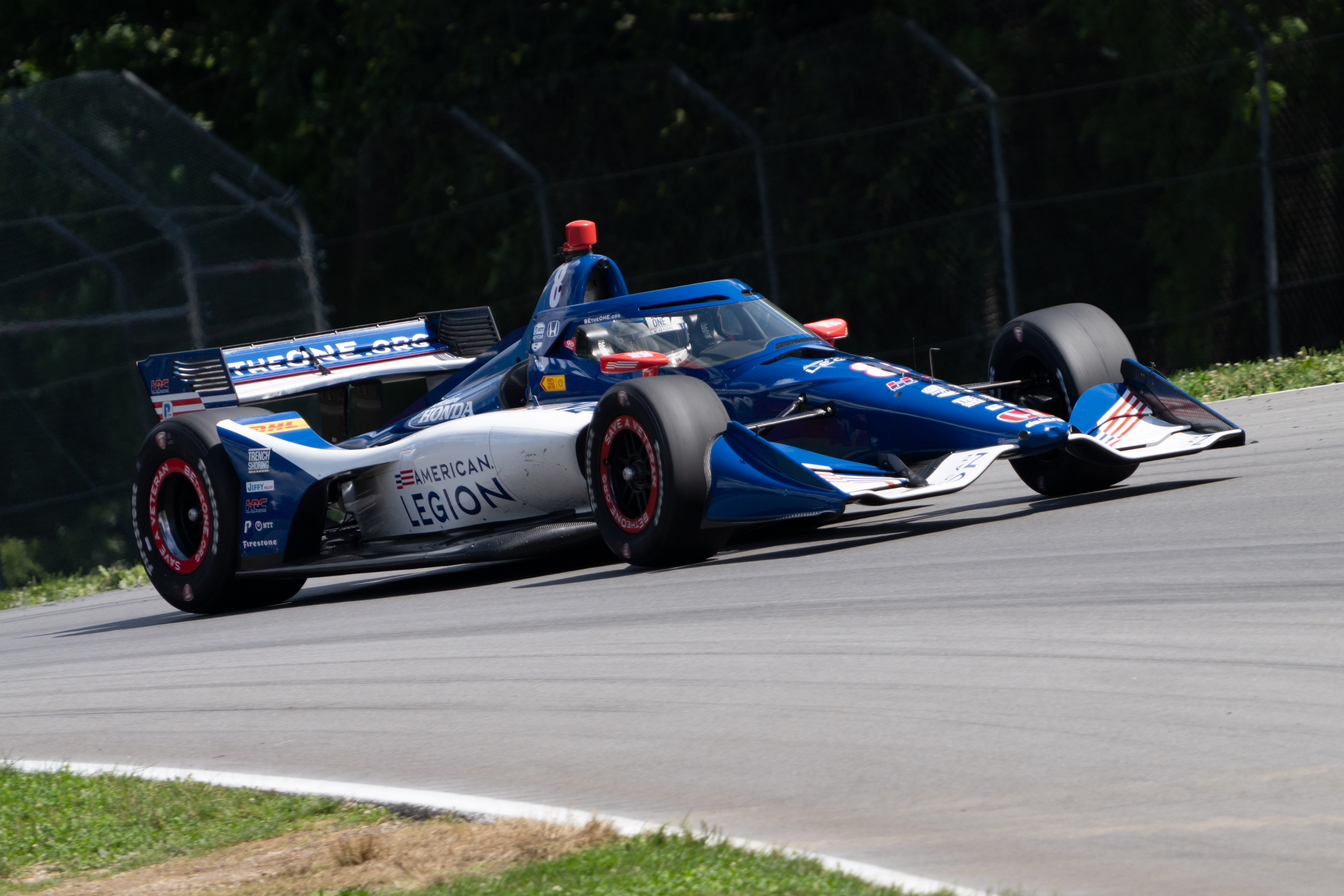
Lundqvist, Mid-Ohio 2024

Lundqvist blev årets rookie i IndyCar 2024 efter en stark säsong tillsammans med Chip Ganassi Racing där han slutade på en 16:e plats i mästerskapet med 279 poäng samt en NTT Pole Position. Han lyckades även ta sin första pallplats under Children's of Alabama Indy Grand Prix där han startade på en 19:e plats. Race 14 lyckades Lundqvist igen ta sig upp på pallen när han kom 3:a på World wide Technology Raceway i Illinois.

### Formel E
Lundqvist bjöds in att delta i ett nybörjartest vid Formel E-loppet i Berlin under april 2023 med Andretti Autosport.